# 奈特里奇 (印地安納州)
奈特里奇（英語：Knight Ridge）是位於美國印地安納州門羅縣的一個非建制地區。該地的面積和人口皆未知。